# 1998年12月3日阿尔巴尼亚—南斯拉夫边境冲突
1998年12月3日，南斯拉夫边境巡逻队遭到企图非法越过阿尔巴尼亚和南斯拉夫边界的9名科索沃解放军的袭击。在随后的交火中，8名武装分子被打死，边境巡逻队没有伤亡。这是自科索沃解放军和南斯拉夫安全部队之间的停火于当年10月生效以来，科索沃境内发生的最严重的武装冲突事件。

## 时间轴

### 背景
1989年，贝尔格莱德废除了塞尔维亚两个自治省——伏伊伏丁那省和科索沃的自治。科索沃是一个主要由阿尔巴尼亚人居住的省份，对塞尔维亚人来说具有重要的历史和文化意义。在19世纪中期以前，塞尔维亚人在科索沃占多数，但到1990年，他们只占人口的10%。由于人数不断减少，塞族人开始担心他们会被阿尔巴尼亚人“排挤”出去，民族紧张局势进一步恶化。科索沃的自治权一被废除，塞尔维亚总统斯洛博丹·米洛舍维奇就任命了一个由塞族人和黑山人管理的少数派政府来监督该省，由来自塞尔维亚的数千名全副武装的准军事部队强制执行。阿尔巴尼亚文化受到有计划的镇压，成千上万在国有企业工作的阿尔巴尼亚人失去了工作。
1996年，一群自称科索沃解放军的阿尔巴尼亚民族主义者开始攻击南斯拉夫军队和科索沃的塞尔维亚内政部。他们的目标是将该省从南斯拉夫的其他部分中分离出来。1991-92年，斯洛文尼亚、克罗地亚、马其顿和波斯尼亞黑塞哥維那脱离了南斯拉夫，现在只是一个由塞尔维亚和黑山组成的残余联邦。起初，科索沃解放军进行了打了就跑的游击。它很快在科索沃的阿尔巴尼亚年轻人中流行起来，他们中的许多人反对政治家易卜拉欣·鲁戈瓦倡导的对南斯拉夫当局的非暴力抵抗，倾向于一种更激进的方式。1997年，邻国阿尔巴尼亚发生武装起义，导致阿尔巴尼亚军队仓库的数千件武器被洗劫，该组织得到了极大的推动。这些武器中有许多最终落入科索沃解放军手中，该部队由于参与贩运毒品、武器和人口以及通过散居在外的阿尔巴尼亚人的捐款已经拥有大量资源。1998年3月，南斯拉夫军和塞尔维亚内政部袭击了科索沃解放军领导人阿德姆·贾沙里的住所，杀死了他和他最亲密的伙伴以及他的大部分家人。这次袭击促使数千名年轻的科索沃阿尔巴尼亚人加入科索沃解放军的行列，加剧了科索沃紧张气氛，起义最终于1998年春天爆发。
1998年夏天，科索沃冲突升级。去年10月，米洛舍维奇和美国特使理查德·霍布鲁克达成协议，暂时结束战斗。霍布鲁克说服科索沃解放军考虑与贝尔格莱德进行谈判，同时向米洛舍维奇明确表示，如果不能找到和平解决冲突的办法，北约将对塞尔维亚发动轰炸。截至12月，已有1000多人丧生，30多万人流离失所。

### 冲突
据南斯拉夫官员说，9名试图非法进入南斯拉夫的阿尔巴尼亚武装分子在12月3日清晨向一群边防警卫开枪。8名武装分子在随后的枪战中被击毙。边防部队没有人员伤亡。武装分子的尸体被南斯拉夫当局发现，后来被送到普里兹伦停尸房，以便进行尸检。尸检完成后，这些武装分子的尸体被移交给他们的家人，并于第二天埋葬在他们的家乡村庄。
这是南斯拉夫总统斯洛博丹·米洛舍维奇的部队和科索沃解放军之间自一个半月前谈判停战以来发生的最严重的武装事件。不到两个星期后，在冲突地点附近又发生了一场新的冲突，这一次是南斯拉夫军队的伏击，30多名科索沃解放军武装分子被打死。